# Мельба червонощока
Ме́льба червонощока (Pytilia hypogrammica) — вид горобцеподібних птахів родини астрильдових (Estrildidae). Мешкає в Західній і Центральній Африці.

## Опис
Довжина птаха становить 11 см. Крила короткі, округлі, хвіст короткий, квадратної форми, дзьоб конічної форми, загострений. Самці мають переважно сіре забарвлення, на обличчі у них темно-червона "маска", надхвістя і хвіст червоні, махові пера зеленувато-жовті, на животі й гузці вузькі білі смужки. У самиць голова повністю сіра. Очі червонувато-карі, дзьоб чорний, лапи тілесного кольору.

## Поширення і екологія
Червонощокі мельби мешкають в Гвінеї, Сьєрра-Леоне, Ліберії, Кот-д'Івуарі, Буркіна-Фасо, Гані, Того, Беніні, Нігерії, Камеруні, Центральноафриканській Республіці, Чаді і Демократичній Республіці Конго. Вони живуть в лісистих саванах, трапляються поблизу людських поселень, зокрема в садах. Зустрічаються парами або невеликими сімейними зграйками до 10 птахів. 
Червонощокі мельби більшу частину дня проводять в чагарниках і високій траві. Вони живляться дрібним насінням трав, дрібними комахами, іноді також плодами. Сезон розмноження у них припадає на другу половину сезону дощів, в Нігерії він триває з жовтня по січень. Гніздо кулеподібне, робиться парою птахів з переплетених стебел трави і рослинних волокон, встелюються пір'ям, розміщується в густій рослинності. В кладці від 3-4 білуватих яйця. Інкубаційний період триває приблизно ц тижні. Насиджують і доглядають за пташенятами самиці, і самці. Пташенята покидають гніздо через 3 тижні після вилуплення. Червонощокі мельби іноді стають жертвами гніздового паразитизму жовтошиїх і рудошиїх вдовичок.